# 6589 Jankovich
6589 Jankovich este un asteroid din centura principală de asteroizi.

## Descriere
6589 Jankovich este un asteroid din centura principală de asteroizi. A fost descoperit pe 19 septembrie 1985 la Observatorul astrofizic din Crimeea de Nikolai Cernîh și Liudmila Cernîh. Asteroidul prezintă o orbită caracterizată de o semiaxă mare de 2,27 ua, o excentricitate de 0,19 și o înclinație de 5,3° în raport cu ecliptica.